# 横瀬川ダム
横瀬川ダム（よこぜがわダム）は、高知県宿毛市、一級河川渡川水系横瀬川に建設されたダムである。
国土交通省四国地方整備局が管理を行う国土交通省直轄ダムであり、下流の中筋川沿川地域の治水と高知県への利水を目的とした特定多目的ダム法に基づく特定多目的ダムとして建設された、高さ72.1メートルの重力式コンクリートダム。ダムによって形成された人造湖は、もみじ湖（もみじこ）と命名された。

## 概要
高知県西部を流れる横瀬川は、一級河川中筋川の支流として、その源を高知県宿毛市仏森に端を発し、小さく蛇行を繰り返しながら南流し、四万十市有岡地点で中筋川と合流している一級河川である。流域では台風の接近や豪雨などにより堤防が決壊し、家屋浸水は2～3年に1回、農地浸水は毎年のように発生するなど洪水被害が多発していた。また、横瀬川では、8箇所の取水堰によりかんがい用水を取水しているが、少雨状態が続くと、河川が干上がりやすく、過去には渇水が発生していた。このことから2001年（平成31年）に中筋川河川整備計画策定が策定され、中筋川とともに一体的に治水対策がされることとなり、横瀬川ダムの建設が計画され、2019年（平成31年）に完成した。
ダムに隣接して横瀬川ダム管理庁舎が設置されており、9時から17時の間ダムカードの配布を行っている。

## アクセス
中村宿毛道路 平田ICより車で30分、土佐くろしお鉄道 有岡駅より車で25分。